# Oliver (Geórgia)
Oliver é uma cidade localizada no estado americano de Geórgia, no Condado de Screven.

## Demografia
Segundo o censo americano de 2000, a sua população era de 253 habitantes.
Em 2006, foi estimada uma população de 240, um decréscimo de 13 (-5.1%).

## Geografia
De acordo com o United States Census Bureau tem uma área de 2,4 km², dos quais 2,4 km² cobertos por terra e 0,0 km² cobertos por água. Oliver localiza-se a aproximadamente 36 m acima do nível do mar.

## Localidades na vizinhança
O diagrama seguinte representa as localidades num raio de 28 km ao redor de Oliver.